# اینگولشتات
اینگولشتات (به آلمانی: Ingolstadt) شهری است تاریخی در ساحل رود دانوب با ۱۳۱۰۰۲ شهروند، واقع در ایالت بایرن در آلمان.
اینگولشتات مقر نخستین دانشگاه ایالت بایرن بوده که در سال ۱۴۷۲ میلادی افتتاح شد و پس از اشغال شهر توسط ارتش فرانسه در سال ۱۷۹۹، به شهر لندسهوت و سپس به مونیخ منتقل شد.
این شهر مرکز پالایشگاههای نفت جنوب آلمان و مرکز کارخانه خودروسازی آئودی است. موزه‌های ارتش و تاریخ پزشکی آلمان این شهر مشهورند. در موزهٔ تاریخ پزشکی، ابزار کار و جراحی ابن سینا نگهداری می‌شوند که در قرن‌های گذشته شبیه‌سازی شده و تا قرن هجدهم وسایل کار و تدریس دانش پزشکی بوده‌اند.
رمان فرانکنشتاین (و فیلم) اثر نویسنده انگلیسی مری شلی هم در رابطه با فعالیت‌های فرانکنشتاین در دانشگاه سابق همین شهر است.
آدام وایسهائوپت بنیان‌گذار فرقه روشن‌ضمیران از فرزندان این شهر است.
باشگاه فوتبال اینگولشتات ۰۴ که توسط کارخانه خودروسازی آئودی حمایت می‌شود در این شهر قرار دارد.

## نگارخانه

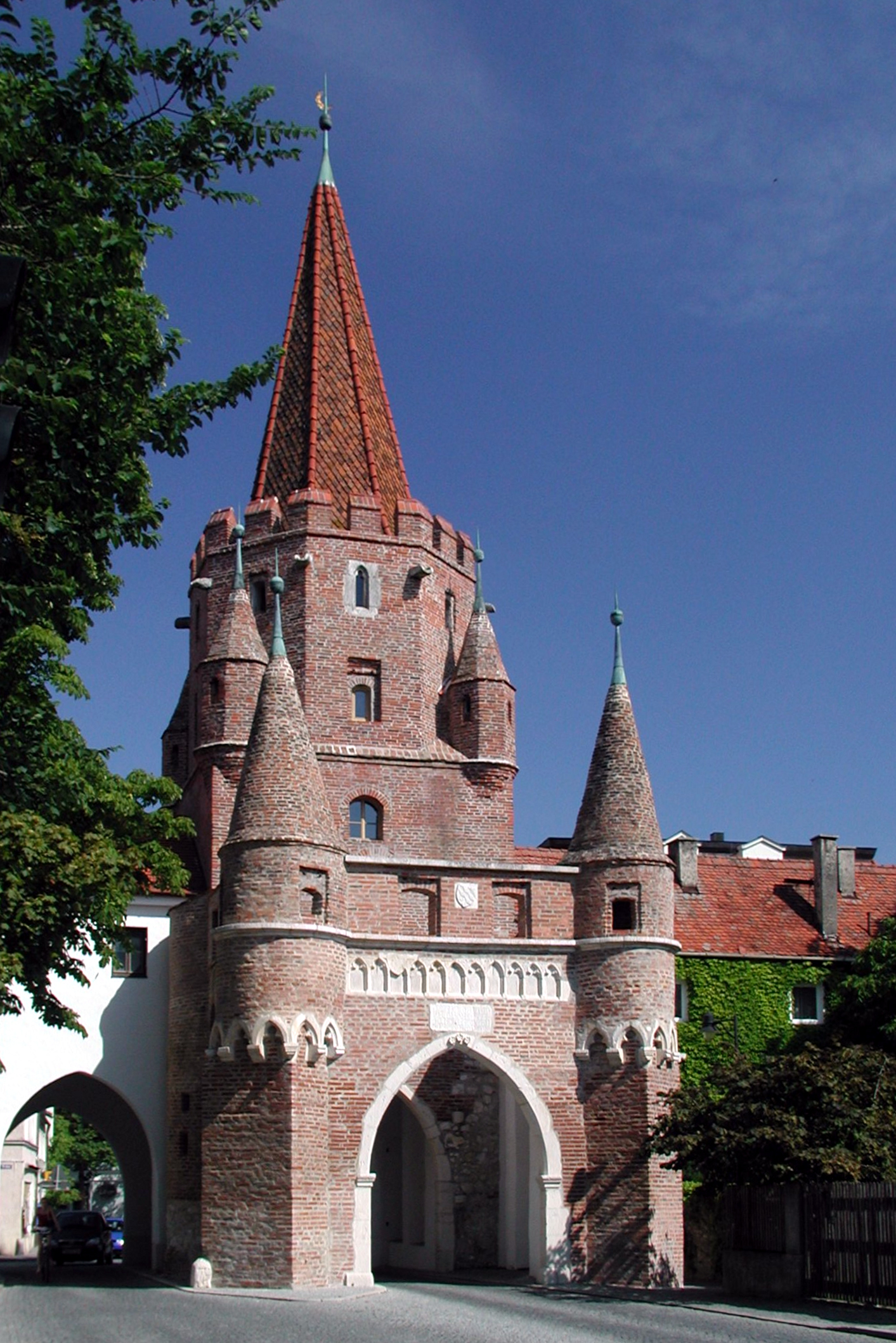
دروازه تاریخی شهر که سمبل شهر نیز هست
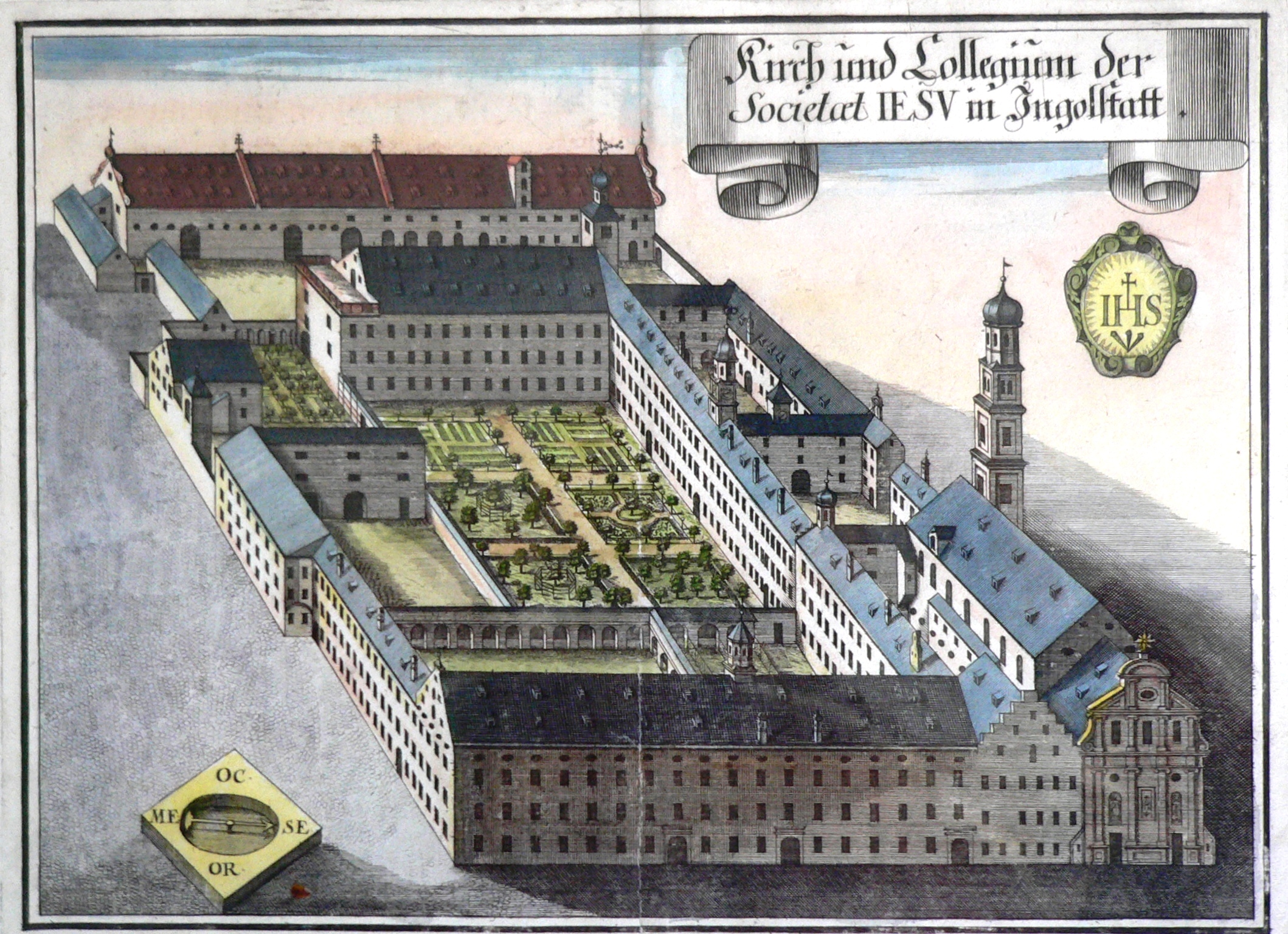
دانشگاه انجمن عیسی (یسیوعیون) که آدام وایسهائوپت در آن تدریس می‌کرد